# Огин
„Огин“ (на местен диалект Огън) е вестник на комунистическата съпротива във Вардарска Македония.

## История
Издаването му започва на 11 март 1944 година. Вестникът е орган на трета македонска ударна бригада. Издава се от отдела за пропаганда на бригадата. Разпространява се из Куманово, Велес, Загреб. Редактори на вестника са Десанка Мильовска и Ацо Шопов. По-късно редактори стават Душко Кранго и Панче Кондев. Сред сътрудниците на вестника са Златко Биляновски, Тоде Варджиски, Йордан Цеков, Борис Чушкаров и други. От вестника са издадени общо 7 броя, като вторият и третият брой не са запазени. Първите 5-6 копия от вестника са направени на ръка, а впоследствие са размножавани на шапирограф и циклостил.